# Pedro de Merelim
Joaquim Gomes da Cunha (São Pedro de Merelim, 11 de julho de 1913 — Angra do Heroísmo, 27 de novembro de 2001), mais conhecido pelo pseudónimo Pedro de Merelim, foi um sargento do Exército Português que se destacou como historiador e etnógrafo dos Açores.

## Biografia
Nascido no concelho de Braga, estudou na Escola Comercial e Industrial Carlos Amarante e seguiu a carreira militar de sargento. Foi para a ilha Terceira em 1941, ntegrado no Corpo Expedicionário Português enviado paro o arquipélago durante a Segunda Guerra Mundial, como furriel e fez a sua carreira, até à reforma, no Batalhão Independente de Infantaria n.º 17.
Fixou-se em Angra do Heroísmo, onde desenvolveu um importante labor de investigador da história e tradições locais, tendo publicado volumosa obra sobre esses temas. Tornou-se conhecido pela colaboração em jornais, principalmente em a A União, pela investigação da história local, tendo publicado 28 títulos.
É o autor da frase "E Portugal já foi só aqui!", publicada no número especial do jornal terceirense "A União" em 1958, quando da visita do então presidente da República, general Craveiro Lopes.

## Obra
- Guia Turístico da Terceira, Agência Teles, Angra do Heroísmo, 1948.
- A Terceira ajoelhada aos pés da Virgem de Fátima, Tipografia Moderna, Angra do Heroísmo.
- Subsídios para a história do futebol na ilha Terceira, Angra do Heroísmo, 1956.
- Asilo de Mendicidade, sumário histórico no 1.º centenário da fundação, Angra do Heroísmo, 1960.
- Notas sobre os conventos da ilha Terceira, 3 volumes, A União, 1960, 1963 e 1964.
- Memória histórica da edificação dos Paços do Concelho, Câmara Municipal de Angra do Heroísmo, 1966 (reeditado em 1973 e em 1984).
- Os Hebraicos na ilha Terceira, revista Atlântida (1968), reeditado pelo autor em 1995.
- Filarmónica recreio dos Artistas, edição da Filarmónica, Angra do Heroísmo, 1967.
- Memória sobre o Serviço de Incêndios, 78 pp., Associação de Bombeiros Voluntários de Angra, 1969.
- Caixa económica da Santa Casa da Misericórdia de Angra, Santa Casa da Misericórdia de Angra, 1971.
- Toiros e touradas na ilha Terceira, União Gráfica Angrense, 1970.
- Memória histórica do Salão Municipal, Câmara Municipal de Angra do Heroísmo, 1970.
- Rádio Clube de Angra, 192 pp., edição do Radio Clube de Angra, Angra do Heroísmo, 1972.
- As 18 Paróquias de Angra, 874 pp., Câmara Municipal de Angra do Heroísmo, 1974.
- Fernando Pessoa e a ilha Terceira, 123 pp., Colecção Ínsula, Angra do Heroísmo, 1975.
- A laranja na ilha Terceira, 91 pp., inserto em A União, 1976.
- Serviços Municipalizados de Angra, 201 pp., Câmara Municipal de Angra do Heroísmo, 1979.
- Cooperativas que houve na Terceira, Angra do Heroismo.
- Freguesias da Praia, 2 volumes, 797 pp., Direcção Regional de Orientação Pedagógica, Angra do Heroísmo, 1983.
- Merelim (São Pedro), 545 pp., Junta de Freguesia de Merelim, 1989.
- Adenda à Monografia de Merelim (São Pedro), Junta de Freguesia de Merelim, 1995.
- Açorianos ministros de Estado, edição do autor, Angra do Heroísmo, 1996.
- Monografia da Agência Teles, Agência Teles, Angra do Heroísmo, 1996.